# Amblyseius shoreae
Amblyseius shoreae är en spindeldjursart som beskrevs av Gupta 1977. Amblyseius shoreae ingår i släktet Amblyseius och familjen Phytoseiidae. Inga underarter finns listade i Catalogue of Life.